# Silvério Pontes
Silvério Rocha Pontes (Laje do Muriaé, c. 1960) é um compositor e trompetista brasileiro.
Conheceu o trombonista Zé da Velha e, logo no início da década de 1980, formaram uma dupla instrumental, a Zé da Velha & Silvério Pontes.

## Biografia
Fruto de uma família de músicos, Silvério Pontes seguiu os passos de seu pai na escolha de seu instrumento musical.
Em 1970, aos 10 anos de idade, participou da fundação da banda Lira da Esperança sob a batuta do Maestro Itagiba. Em 1971 devido ao seu destaque como instrumentista foi, junto de seu pai Hélio Pontes, convidado pelo maestro Zé Luiz Vargas a tocar no baile de carnaval do Muriaé Tênis Clube, na cidade de Muriaé, no estado de Minas Gerais. Após esse carnaval comprou seu primeiro trompete, na fábrica da Vivaldo, no bairro da Penha (bairro do Rio de Janeiro).
Em 1977 mudou-se para a cidade de Niterói e passou a participar do Grupo Casca, formado na época por Cadinho, Serginho Chiavazzoli, Weber e André Pirela.
Em 1985 por indicação do Lúcio do Trombone, passou a integrar o naipe de metais da banda do cantor e compositor Luiz Melodia. Com quem fez sua primeira turnê para a Europa.
Em 1986 participou da remontagem da banda Vitória Régia com o cantor Tim Maia, o que o levou posteriormente a gravar, em 1988, também com o cantor Ed Motta no Disco Ed Motta & Conexão Japeri. Ainda em 1986, por intermédio do flautista Cláudio Camunguelo, Silvério conheceu o trombonista Zé da Velha no bar Boca da Noite. Com ele, formou a dupla Zé da Velha e Silvério Pontes com a qual gravou 6 discos. 
O primeiro CD da dupla, “Só Gafieira”, recebeu a indicação para o 9° Prêmio Sharp de Música na categoria Instrumental. O segundo trabalho “Tudo Dança” foi indicado como um dos melhores na série instrumental pelo jornal O Globo em 1999. O 3º disco, “Ele e Eu”, lançado em setembro de 2000, permaneceu sete semanas na lista de recomendações de O Globo, tendo sido indicado como um dos melhores do ano pelo jornal.
Em 2016 lançou pelo selo Des Arts, o CD “Reencontro”, com 12 faixas autorais.
Em 2018 lançou em parceria com o pianista Antonio Guerra, o CD “Coração brasileiro”, com músicas autorais e regravações. O disco teve participação dos músicos Yamandu Costa (violão), Guinga (violão), Guto Wirtti (contrabaixo) e Bernardo Aguiar (percussão). O show de lançamento do disco foi apresentado na Casa do Choro, no Rio de Janeiro.

## Discografia[10]
- Só Gafieira (1995)
- Tudo Dança (1999)
- Ele e Eu (2000)
- Samba Instrumental (2003)
- Só Pixinguinha (2006)
- Ouro e Prata (2011)
- Reencontro (2016)
- Coração Brasileiro (2018)
- Onde os Ventos se Encontram (2022)